# Loud Like Love
| Совокупная оценка | Совокупная оценка |
| Источник          | Оценка            |
| ----------------- | ----------------- |
| Metacritic        | 56                |
| Оценки критиков   |                   |
| Источник          | Оценка            |
| Allmusic          | [ 4 ]             |
| Alternative Press | [ 5 ]             |
| Clash             | 6/10              |
| Drowned in Sound  | 5/10              |
| The Guardian      | [ 8 ]             |
| Mojo              | [ 3 ]             |
| Q                 | [ 9 ]             |

Loud Like Love (с англ. — «Громко, как любовь») — седьмой студийный альбом британской группы Placebo, вышедший 16 сентября 2013 года.

## Релиз
Альбом был анонсирован на официальном сайте группы 21 мая 2013 года. 7 июня стал доступен предзаказ альбома в 4 разных форматах, а также был предоставлен тизер к альбому. Альбом вышел 16 сентября 2013. Он был выпущен как box set, delux CD&DVD «Live at RAK Studios», CD и 12" голубой винил, причём европейское издание вышло на двух пластинках. В день выхода альбома, в интернете было показано шоу под названием «LLLTV». Шоу транслировалось из YouTube студии в Лондоне. Это было первое на YouTube шоу такого рода, а в частности, песни с последнего альбома и более ранние композиции были исполнены группой вживую в прямой трансляции.

## Список композиций
| №   | Название                  | Длительность |
| --- | ------------------------- | ------------ |
| 1.  | «Loud Like Lovе»          | 4:51         |
| 2.  | «Scene of the Crime»      | 3:27         |
| 3.  | «Too Many Friends»        | 3:34         |
| 4.  | «Hold On To Me»           | 4:54         |
| 5.  | «Rob the Bank»            | 3:38         |
| 6.  | «A Million Little Pieces» | 4:40         |
| 7.  | «Exit Wounds»             | 5:48         |
| 8.  | «Purify»                  | 3:45         |
| 9.  | «Begin the End»           | 6:00         |
| 10. | «Bosco»                   | 6:41         |